# بذرالبنج برغانی
بذرالبنج برغانی، بذرالبنج سفیدپرچم (نام علمی: Hyoscyamus leucanthera) نام یک گونه از سرده بذرالبنج است.